# Ganderkesee
Ganderkesee település Németországban, azon belül Alsó-Szászország tartományban. Lakosainak száma 32 149 fő (2023. december 31.). Ganderkesee Hude, Hatten, Dötlingen, Prinzhöfte, Delmenhorst és Lemwerder községekkel határos.

## Népesség
A település népességének változása:
| Lakosok száma | 31 119 | 31 100 | 31 137 | 31 578 | 31 939 | 32 149 |
|               | 2016   | 2017   | 2019   | 2021   | 2022   | 2023   |